# Raïon de Cheptytsky
Le raïon de Tchervonohrad (en ukrainien : Червоноградський район) est un raïon (district), créé en 2020 dans l'oblast de Lviv en Ukraine.

## Lieux d’intérêt

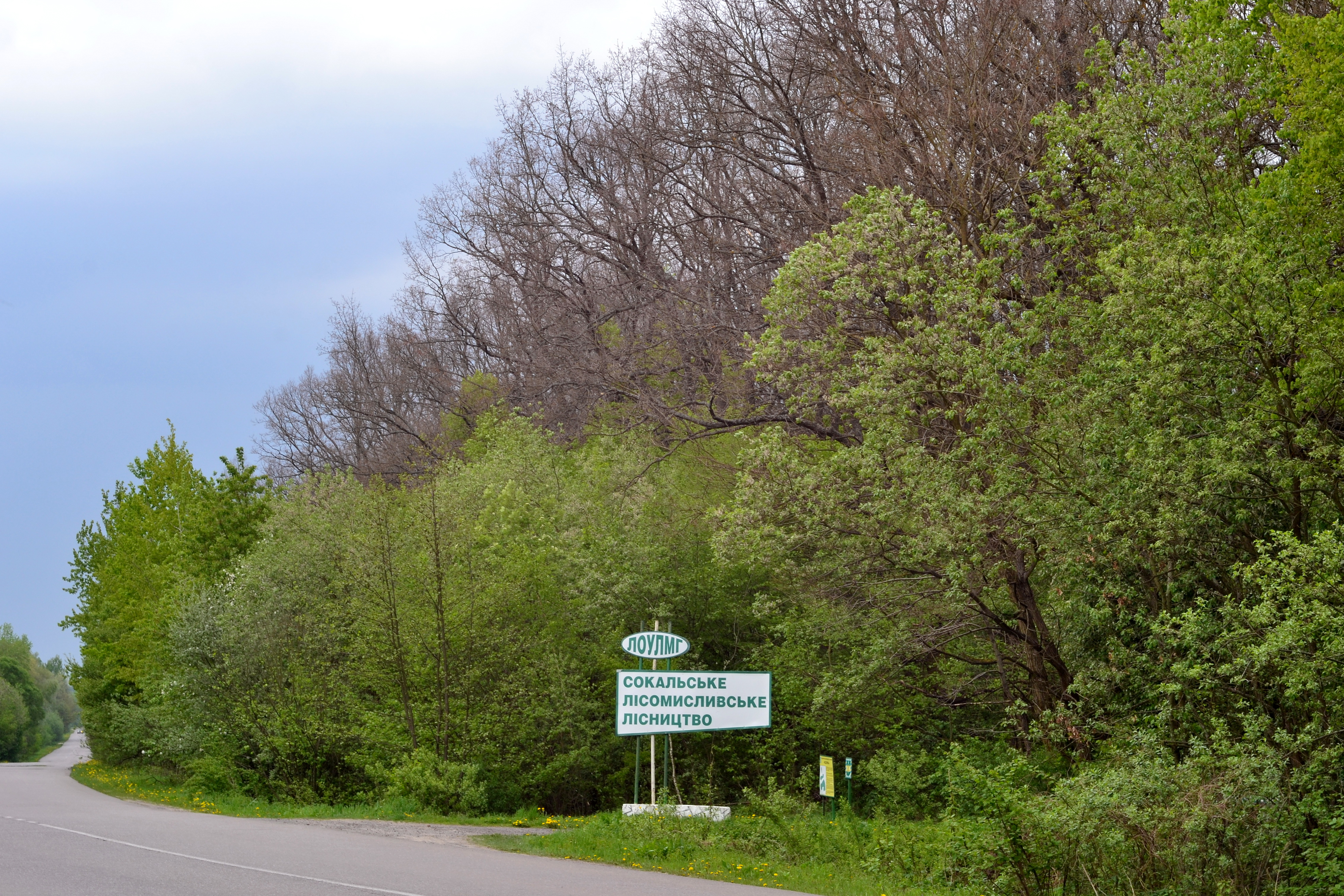
La réserve de Féodorivka, classée[1],
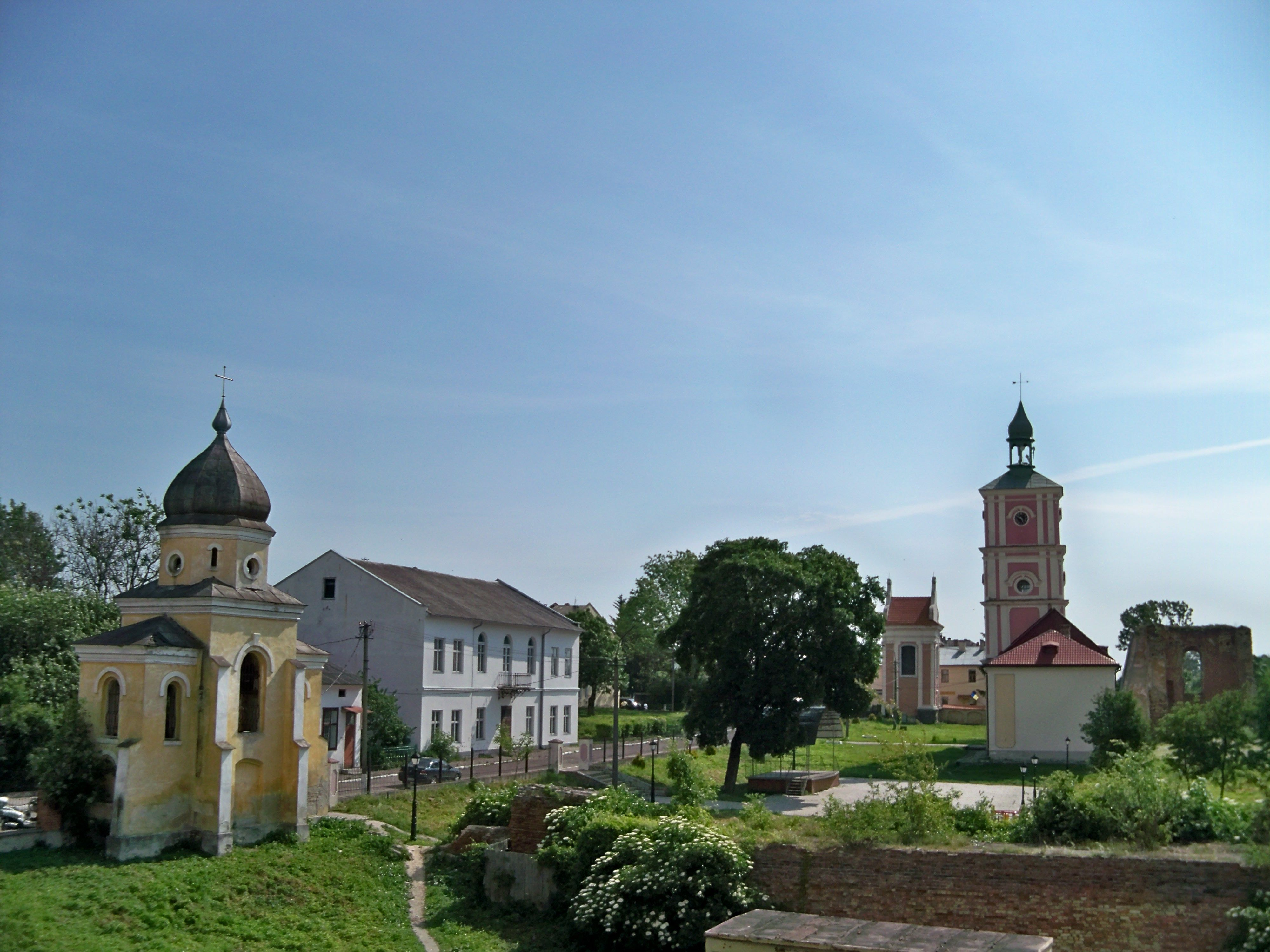
Monastère dominicain de Belz, classé[2],[3],[4],[5],[6],[7],
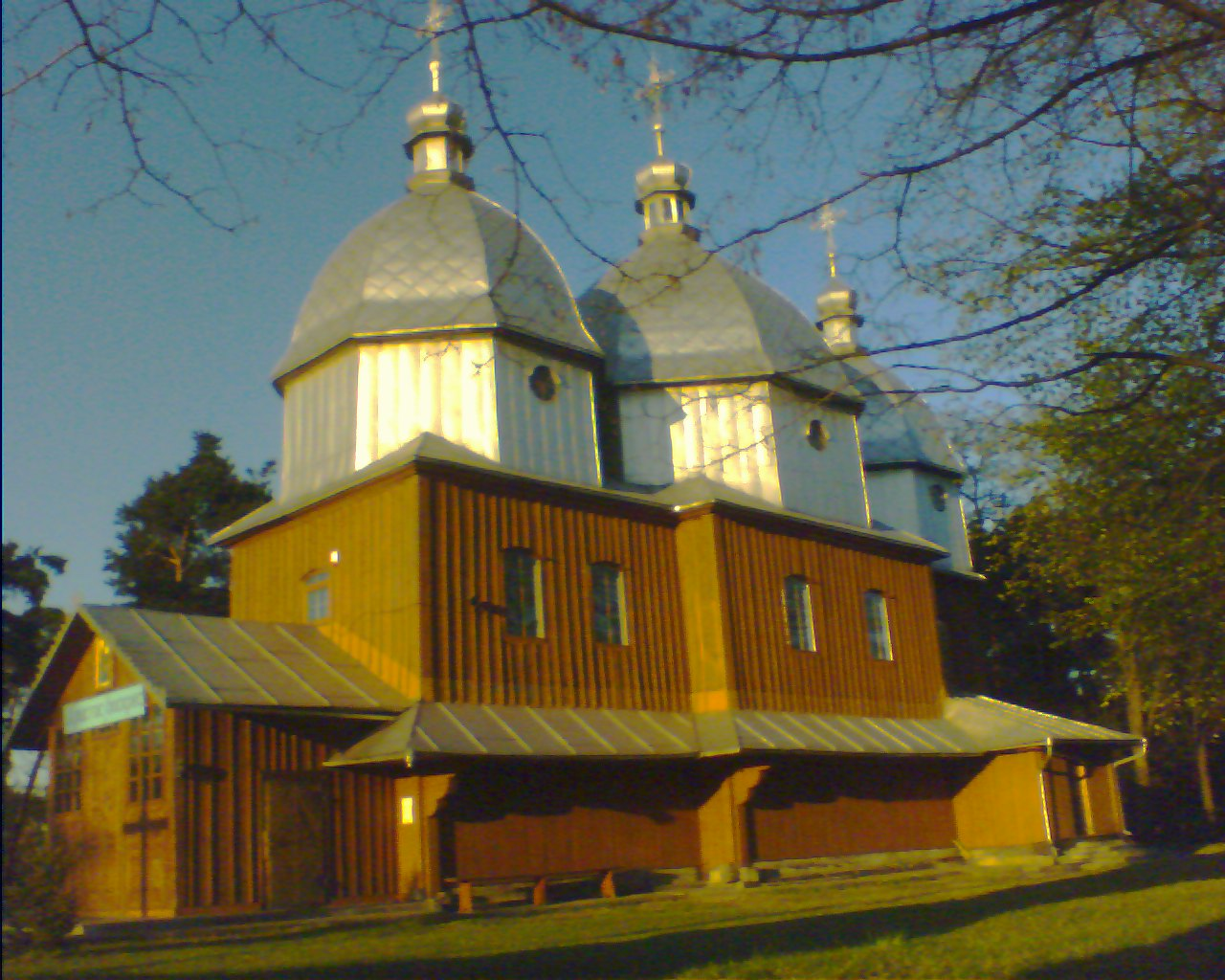
église sy-Basil de Mejirichtcha, classée[8],
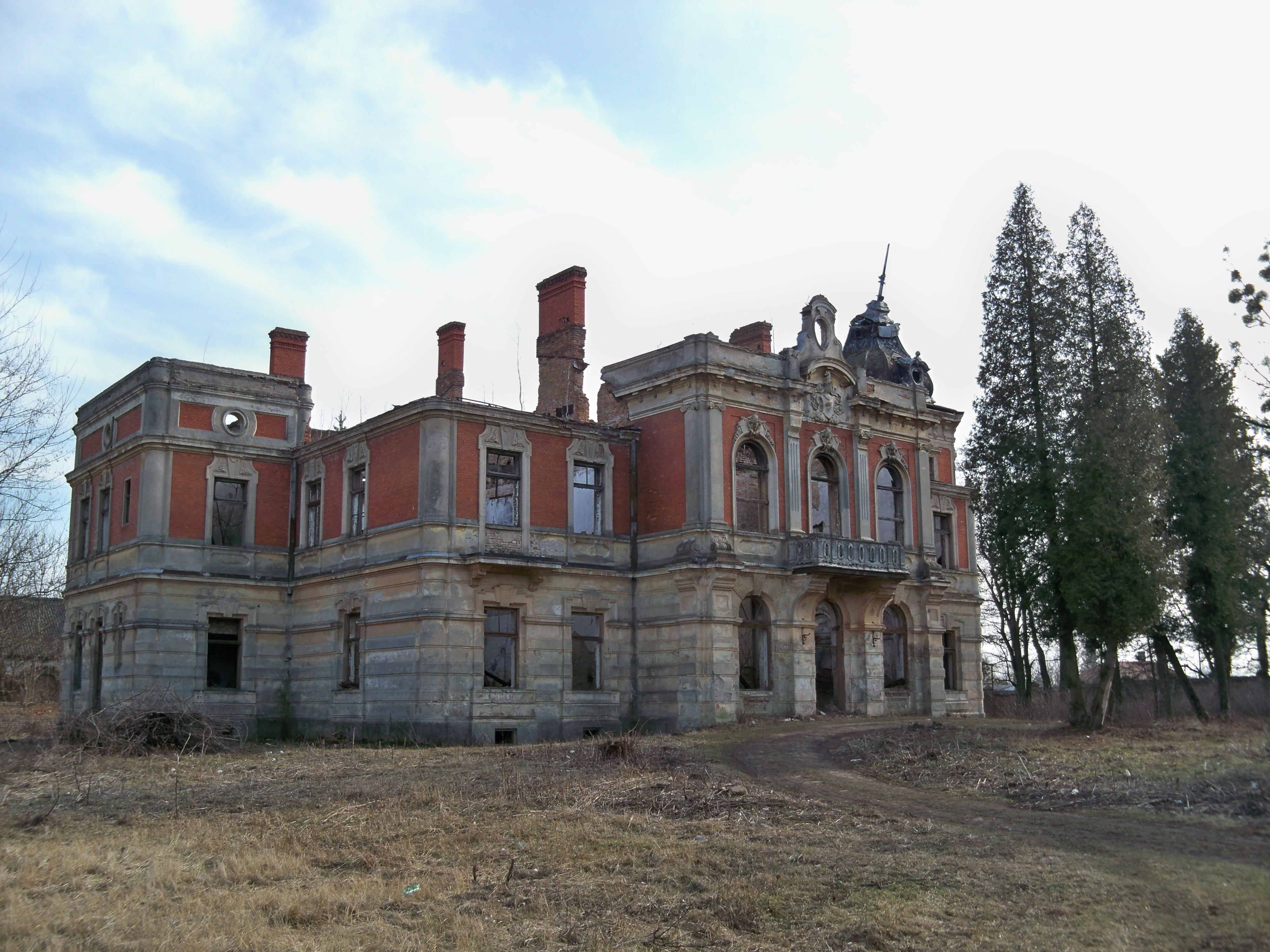
palais Potocki de Tatarkiv, classé[9],[10],[11],[12].